# Cophura timberlakei
Cophura timberlakei là một loài ruồi trong họ Asilidae. Cophura timberlakei được Wilcox miêu tả năm 1965. Loài này phân bố ở vùng Tân Bắc giới.